# 231 G entre 2 et 285

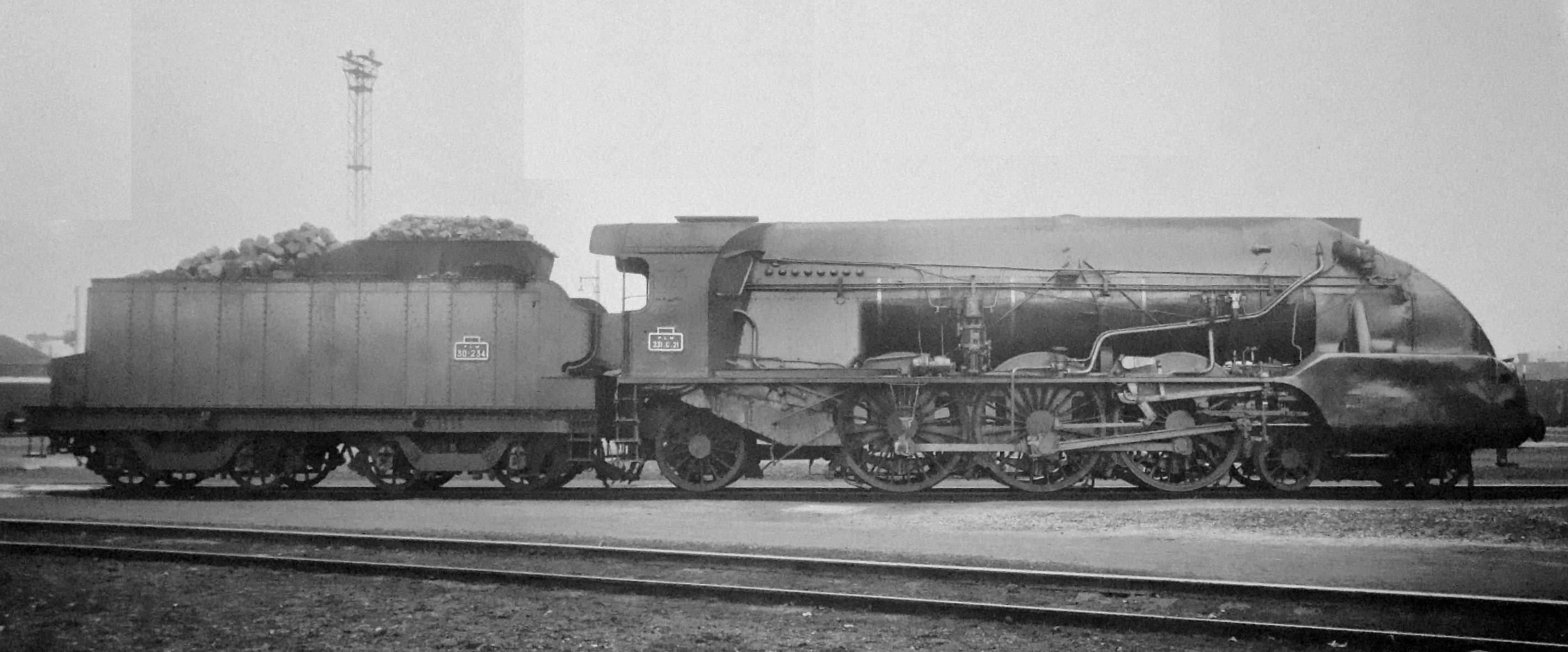
Le prototype 231 G 21 muni d'un carénage

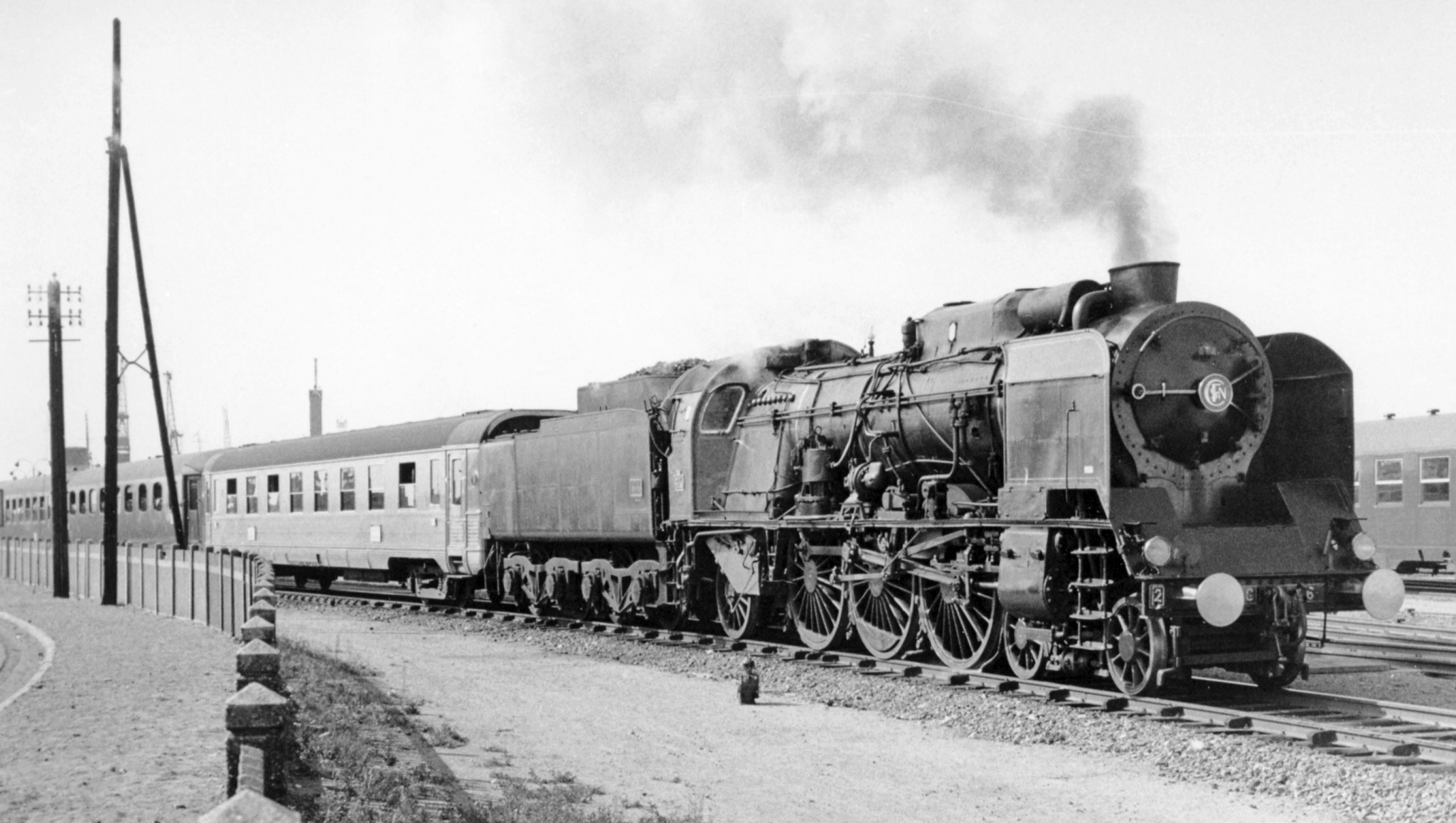
Une 231 G à Calais

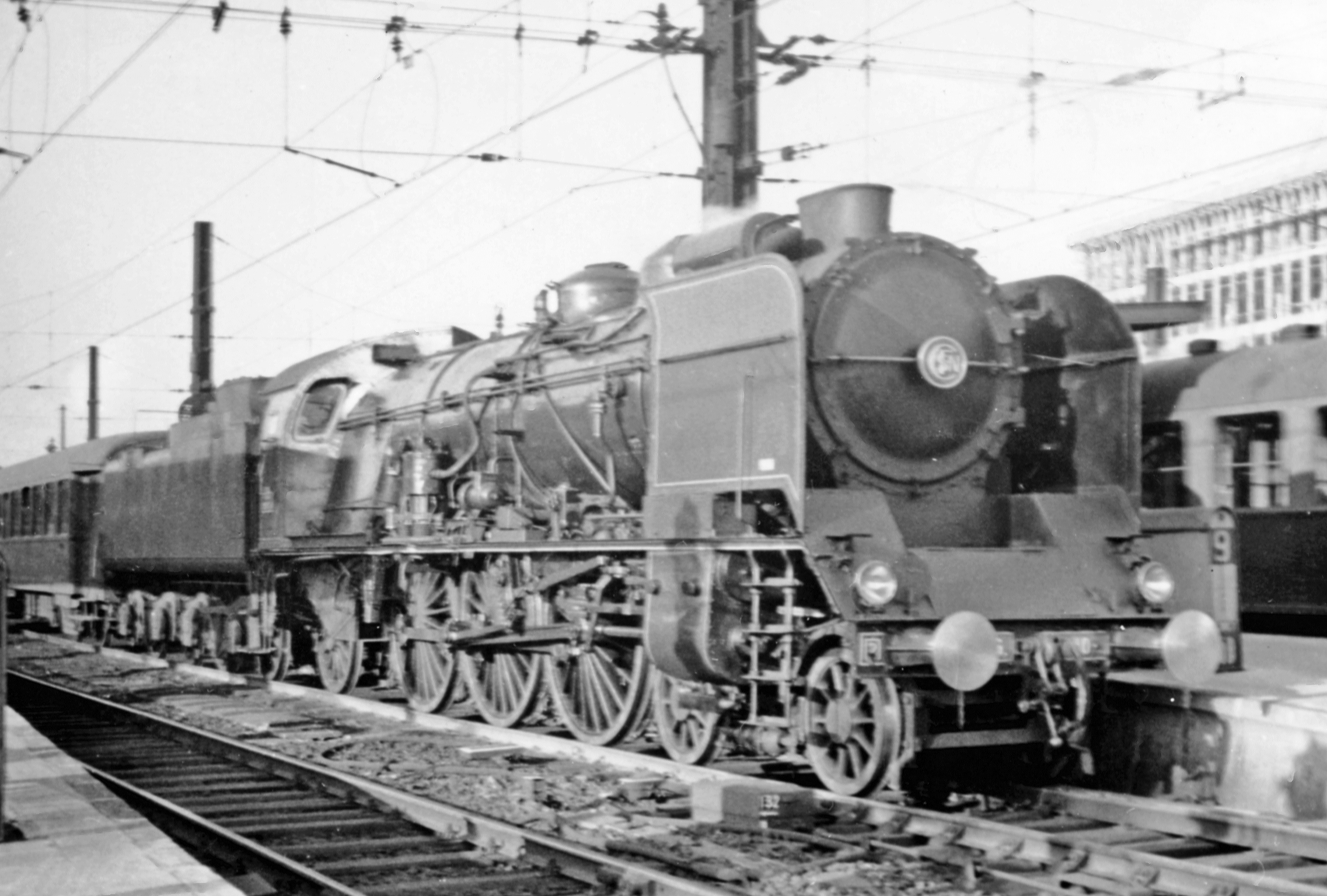
Une 231 G en gare de Bruxelles

Les 231 G entre 2 et 285 sont des machines de vitesse de type Pacific de la  compagnie des chemins de fer de Paris à Lyon et à la Méditerranée affectées aux trains de voyageurs. Elles sont issues de la transformation des 231 D et 231 F. Leur effectif est de 82 unités en 1937. Au total 215 machines sont transformées entre 1934 et 1952, la SNCF ayant continué l'ouvrage du PLM après 1938.

## Histoire
La série est élaborée à partir du prototype 231 G 21, créé en 1934 à partir de la 231 D 21. La transformation est réalisée par les ateliers d'Oullins. 
Entre 1934 et 1937, 82 unités des séries 231 D et F ont été transformées en 231G. Toutes ayant gardé leur numéro d'origine. Ainsi la 231 D 15 devient la 231 G 15, la 231 D 170 devient la 231 G 170, la 231 F 278 devient 231 G 278.
Au 1er janvier 1938, la série est intégrée au parc de la SNCF pour devenir  5-231 G 2 à 285 . L' effectif augmente car la SNCF continue les transformations de machines après 1941 et cela jusqu'en 1952.

## Caractéristiques
- Pression de la chaudière : (16 MPa)
- Surface de grille : 4,25 m2
- Surface de chauffe : 208,22 m2
- Surface de surchauffe : 44,608 m2
- Diamètre des cylindres : HP 440 mm, BP 650 mm
- Course des pistons: 650 mm
- Diamètre des roues du bogie avant : 1 000 mm
- Diamètre des roues motrices : 2 000 mm
- Diamètre des roues du bissel arrière :1 360 mm
- Masse à vide : 88 t
- Masse en ordre de marche : 97,6 t
- Masse adhérente : 55,8 t
- Longueur totale : 13,99 m
- Vitesse maxi en service : 130 km/h